# Beleg van Libyaeum (368 v.Chr.)
Het Beleg van Libyaeum vond plaats in 368 v.Chr. tussen een Syracusaans leger onder leiding van Dionysius I van Syracuse en een Carthaags leger. 
Dionysius I had na de Slag bij Cronium een grote nederlaag geleden tegen de Carthagers en om vrede gevraagd. Deze vrede kwam er, maar toen Dionysius het valse bericht kreeg dat de Carthaagse vloot was vernietigd door een brand, opende hij de vijandelijkheden opnieuw. Hij bereidde een aanzienlijk leger voor, bestaande uit minstens 25.000 man infanterie en 130 triremen. Nadat hij de steden Segesta, Entella en Eryx, die meeheulden met de Carthagers, had veroverd, ging hij naar Libyaeum en belegerde de stad. Toen hij de stad aan het belegeren was, werd zijn vloot, die zich ondertussen nog in de haven van Drepana, een stad dicht bij Libyaeum, bevond, aangevallen en vernietigd door de Carthagers. Zo werd het beleg gebroken.